# 克萊斯滕湖
53°38′1″N 12°7′11″E / 53.63361°N 12.11972°E

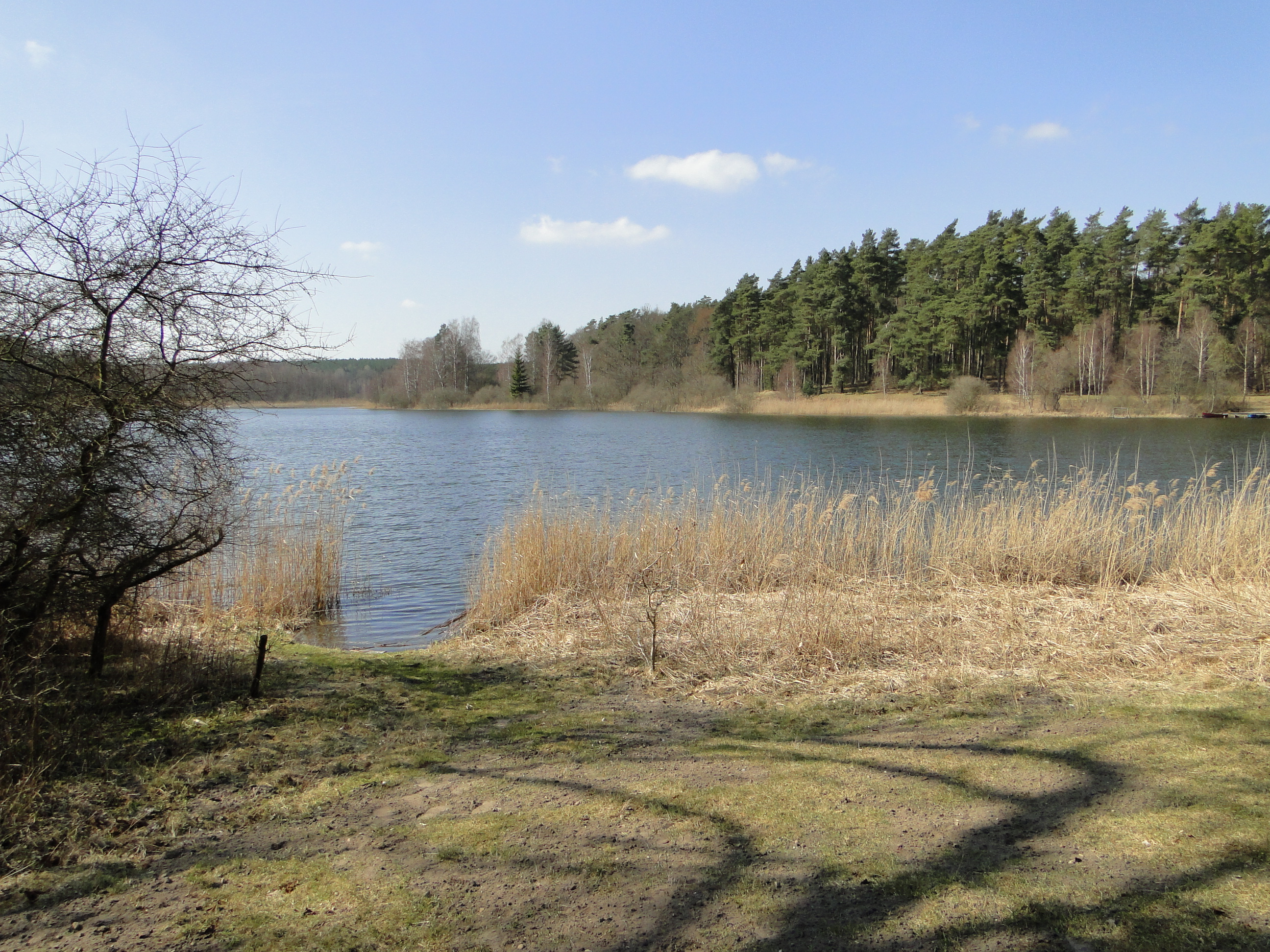

克萊斯滕湖（德語：Kleestensee），是德國的湖泊，位於該國東北部，由梅克倫堡-前波美拉尼亞州負責管轄，處於路德維希斯盧斯特-帕爾希姆縣，長0.5公里、寬0.2公里，面積0.09平方公里，海拔高度46米，湖岸線長度1.3公里。